# Laosaurus
Laosaurus is een geslacht van plantenetende ornithischische dinosauriërs, behorend tot de groep van de Euornithopoda, dat tijdens het late Jura leefde in het gebied van het huidige Noord-Amerika.

## Vondst en naamgeving
In 1878 benoemde en beschreef professor Othniel Charles Marsh een fossiel gevonden door zijn medewerker Samuel Wendell Williston gevonden in Quarry N° 9 te Como Bluff, in Albany County, Wyoming, als de typesoort Laosaurus celer. De geslachtsnaam is afgeleid van het Oudgriekse λᾶας, laas, "steen". De soortaanduiding betekent "snel" in het Latijn.
Het holotype, YPM 1874, was gevonden in de Brushy Basin-afzetting van de Morrisonformatie, lagen die dateren uit het Tithonien, ongeveer 150 miljoen jaar oud. Het bestaat uit elf staartwervels, waarvan negen beschadigd.
In dezelfde publicatie benoemde Marsh nog een soort van het geslacht: Laosaurus gracilis, "de sierlijke", gebaseerd op specimen YPM 1875, beschreven als bestaande uit een stuk ruggenwervel, een stuk staartwervel en een stuk ellepijp, ook in Wyoming gevonden. Later zou Peter Galton ontdekken dat onder dit inventarisnummer veel meer materiaal opgeslagen was, waaronder dertien wervels uit de rug en acht uit de staart en delen van voorste en achterste ledematen. Charles Whitney Gilmore wees in 1925 nog een skelet toe aan deze soort, specimen CM 11340, maar Galton verwees dit naar Dryosaurus.
Hetzelfde jaar, 1878, benoemde Marsh in een aparte publicatie een derde soort: Laosaurus altus, gebaseerd op specimen YPM 1876, bestaande uit een bekken, een achterpoot en een tand. In 1894 zou Marsh hiervoor een apart geslacht benoemen: Dryosaurus.
Ook in 1894 benoemde Marsh een vierde soort: Laosaurus consors, "de deelgenoot" genaamd wegens het verstrengeld vinden van twee individuen, gebaseerd op specimen YPM 1882, een gedeeltelijk skelet plus kleinere delen van een tweede uit Como Bluff. Dit zou door Galton in 1977 toegewezen worden aan Othnielia rex en in 2007 hernoemd worden tot een eigen geslacht Othnielosaurus.
In 1924 benoemde Gilmore de vijfde en laatste soort: Laosaurus minimus, "de kleine", gebaseerd op specimen NMC 9438, wervels en delen van de linkerachterpoot gevonden in de Oldmanformatie die dateert uit het Campanien van het Opper-Krijt van Alberta in Canada. Dit dier was dus zeer veel jonger dan de andere en er vermoedelijk niet nauw aan verwant.
In 2007 concludeerde Galton dat alle drie soorten van Laosaurus die nog niet hernoemd waren, dus L. celer, L. gracilis en L. minimus, wegens de beperkte resten nomina dubia waren, taxa gebaseerd op materiaal dat niet van verschillende andere vondsten onderscheiden kan worden.

## Fylogenie
Marsh benoemde in 1894 een eigen Laosauridae voor het geslacht; later werden de soorten gezien als leden van de Hypsilophodontidae, een groep kleine tweevoetige planteneters. Tegenwoordig wordt begrepen dat die groep onnatuurlijk is, parafyletisch, en ziet men zulke soorten als basale Euornithopoda.